# Инаугурация Джорджа Вашингтона (1789)
Первая инаугурация Джорджа Вашингтона в качестве 1-го Президента США состоялась 30 апреля 1789 года. Одновременно к присяге был приведён Джон Адамс как 1-й вице-президент США. Президентскую присягу проводил канцлер Нью-Йорка Роберт Ливингстон, а присягу вице-президента принимал временный президент Сената США Джон Лэнгдон. С этой инаугурацией исполнительные органы власти правительства Соединённых Штатов официально начали свою деятельность в соответствии с новой структурой правления, установленной Конституцией.

## Предыстория
Первый президентский срок начался 4 марта 1789 года, в день, установленный Конгрессом Конфедерации для начала деятельности федерального правительства в соответствии с новой Конституцией США. Однако материально-технические задержки помешали фактическому началу работы исполнительной власти в тот день. В этот день Палата представителей и Сенат собрались впервые, но оба объявили перерыв из-за отсутствия кворума. В результате президентские выборы не могут быть подсчитаны или сертифицированы. 1 апреля Палата собралась впервые при наличии кворума, и представители начали свою работу с избрания Фредерика Мюленберга спикером. Сенат впервые набрал кворум 6 апреля и временно избрал своим президентом Джона Лэнгдона. В тот же день Палата представителей и Сенат собрались на совместное заседание, и были подсчитаны голоса выборщиков. По итогу Вашингтон и Адамс были избраны соответственно президентом и вице-президентом.
14 апреля 1789 года, в Маунт-Верноне Вашингтон получил официальное уведомление о том, что он был единогласно избран президентом США. Письмо было отправлено сенатором от Нью-Гэмпшира Джоном Лэнгдоном, первым временным президентом Сената Соединённых Штатов, который руководил подсчётом голосов выборщиков. Вашингтон ответил немедленно и отправился утром два дня спустя в сопровождении Дэвида Хамфриса и мистера Томсона, который был посланником, назначенным Сенатом, который доставил Генералу Вашингтону письмо, содержащее известие о его избрании.
По пути в Нью-Йорк Вашингтон был триумфально встречен почти в каждом городе, через который он проезжал. К ним относятся Алегзандрия, Джорджтаун, Балтимор и Хавр-де-Грейс. Одним из мест, где он ночевал, была таверна Спурьера в Балтиморе. 20 апреля, сразу после полудня Вашингтон прибыл на Грейс-Ферри в Филадельфии, где его встретили тщательно продуманным образом. 21 апреля дамы Трентона устроили ему приём в Трентоне. 23 апреля он взял небольшую баржу с 13 пилотами через приливной пролив Килл-Ван-Калл в Аппер-Нью-Йорк-Бей, а оттуда в город. Во время плавания его окружало множество лодок, и приближение Вашингтона было встречено серией пушечных обстрелов. Тысячи людей собрались на набережной, чтобы увидеть его прибытие. Вашингтон приземлился на пристани Мюррея, где его встретил губернатор Нью-Йорка Джордж Клинтон, а также другие конгрессмены и граждане. После этого они прошли по улицам к новой официальной резиденции Вашингтона на Черри-стрит.

## Церемония

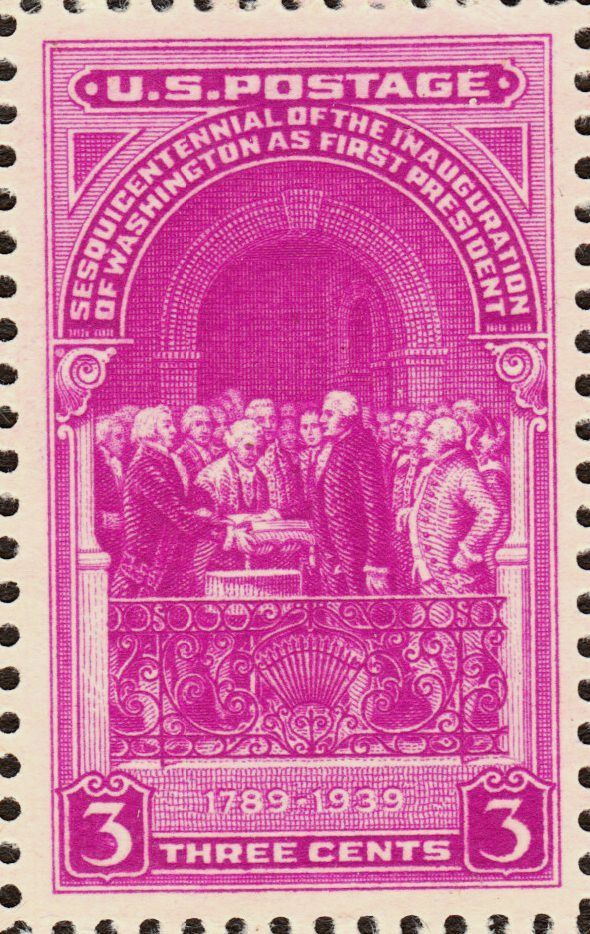
Почтовая марка, посвящённая инаугурации Вашингтона, 1939 г.

Почти сразу после рассвета 30 апреля 1789 года толпа людей начала собираться вокруг дома Вашингтона, и в полдень они направились в Федерал-холл. Вашингтон был одет в темно-коричневый костюм американского производства с белыми шёлковыми чулками и серебряными пряжками для обуви; он также носил меч со стальной рукоятью и тёмно-красное пальто. 
По прибытии в Федерал-холл Вашингтон был официально представлен Палате представителей и Сенату, после чего вице-президент Джон Адамс объявил, что пришло время инаугурации (Адамс фактически вступил в должность вице-президента 21 апреля, когда он начал председательствовать на сессиях Сената). Вашингтон прошёл на балкон второго этажа, после чего канцлер Нью-Йорка Роберт Ливингстон, который работал в Комитете пяти над Декларацией независимости, принёс президентскую присягу ввиду скопления людей на улицах. После принятия присяги Ливингстон крикнул толпе: «Да здравствует Джордж Вашингтон, президент Соединённых Штатов!», на что ответили аплодисментами и салютом из 13 орудий. Впоследствии Вашингтон выступил с первой инаугурационной речью в сенатской палате объёмом в 1419 слов. Примечательно, что в день инаугурации не проводился инаугурационный бал ввиду неотложных общественных дел, однако спустя неделю, 7 мая, бал в честь первого президента всё-же состоялся.
За три дня до того, как Джордж Вашингтон принял присягу, Конгресс принял следующую резолюцию: «Решено, что после того, как присяга будет приведена к президенту, он будет в присутствии вице-президента и членов Совета. Сенат и Палата представителей направляются в часовню Святого Павла, чтобы послушать богослужение». Соответственно, пастор Сэмюэл Провуст, недавно назначенный капелланом Сената Соединённых Штатов и первый епископальный епископ Нью-Йорка, совершил службу в часовне Святого Павла 30 апреля 1789 года, сразу после инаугурации Вашингтона в присутствии нового президента и членов Конгресса.